# Google簡報
Google簡報是Google推出的一個簡報程式，用戶可以在网络应用程序、Android、iOS、Windows、黑莓手機以及ChromeOS的应用程序上使用Google簡報。Google簡報兼容Microsoft PowerPoint的文件格式。Google簡報能讓用户在线创建和编辑簡報程式，還能同时与其他用户进行实时协作。
2007年4月17日，Google收購了Tonic Systems。2007年9月，Google发布了自家的簡報程式。2010年3月，Google收购了在线文档协作公司DocVerse，该公司的產品能讓多个用户在线协作Microsoft PowerPoint文件。2012年6月，Google收购了Quickoffice。2012年10月，Google Presentations更名為为Google Slides。